# Landroff
Landroff és un municipi francès, situat al departament del Mosel·la i a la regió del Gran Est. L'any 2007 tenia 250 habitants.

## Demografia

### Població
El 2007 la població de fet de Landroff era de 250 persones. Hi havia 99 famílies, de les quals 25 eren unipersonals (7 homes vivint sols i 18 dones vivint soles), 28 parelles sense fills, 42 parelles amb fills i 4 famílies monoparentals amb fills.
La població ha evolucionat segons el següent gràfic:
Habitants censats

### Habitatges
El 2007 hi havia 114 habitatges, 101 eren l'habitatge principal de la família, 7 eren segones residències i 7 estaven desocupats. 98 eren cases i 17 eren apartaments. Dels 101 habitatges principals, 79 estaven ocupats pels seus propietaris, 20 estaven llogats i ocupats pels llogaters i 3 estaven cedits a títol gratuït; 4 tenien dues cambres, 8 en tenien tres, 23 en tenien quatre i 67 en tenien cinc o més. 89 habitatges disposaven pel capbaix d'una plaça de pàrquing. A 41 habitatges hi havia un automòbil i a 51 n'hi havia dos o més.

### Piràmide de població
La piràmide de població per edats i sexe el 2009 era:
| Homes | Edats   | Dones |
| ----- | ------- | ----- |
| 0     | 95 o +  | 0     |
| 4     | 90 a 94 | 0     |
| 4     | 85 a 89 | 8     |
| 0     | 80 a 84 | 4     |
| 4     | 75 a 79 | 4     |
| 16    | 70 a 74 | 8     |
| 0     | 65 a 69 | 4     |
| 8     | 60 a 64 | 4     |
| 4     | 55 a 59 | 8     |
| 16    | 50 a 54 | 4     |
| 4     | 45 a 49 | 28    |
| 12    | 40 a 44 | 4     |
| 8     | 35 a 39 | 4     |
| 8     | 30 a 34 | 4     |
| 8     | 25 a 29 | 16    |
| 0     | 20 a 24 | 16    |
| 16    | 15 a 19 | 12    |
| 8     | 10 a 14 | 4     |
| 8     | 5 a 9   | 4     |
| 16    | 0 a 4   | 0     |

## Economia
El 2007 la població en edat de treballar era de 153 persones, 116 eren actives i 37 eren inactives. De les 116 persones actives 108 estaven ocupades (59 homes i 49 dones) i 7 estaven aturades (3 homes i 4 dones). De les 37 persones inactives 20 estaven jubilades, 5 estaven estudiant i 12 estaven classificades com a «altres inactius».

### Ingressos
El 2009 a Landroff hi havia 112 unitats fiscals que integraven 284 persones, la mediana anual d'ingressos fiscals per persona era de 16.553 €.

### Activitats econòmiques
Dels 5 establiments que hi havia el 2007, 4 eren d'empreses de construcció i 1 d'una empresa financera.
Dels 4 establiments de servei als particulars que hi havia el 2009, 1 era un guixaire pintor, 1 lampisteria i 2 electricistes.
L'any 2000 a Landroff hi havia 6 explotacions agrícoles.

## Equipaments sanitaris i escolars
El 2009 hi havia una escola elemental integrada dins d'un grup escolar amb les comunes properes formant una escola dispersa.

## Poblacions més properes
El següent diagrama mostra les poblacions més properes.